# 61913 Lanning
61913 Lanning è un asteroide della fascia principale. Scoperto nel 2000, presenta un'orbita caratterizzata da un semiasse maggiore pari a 2,6615004 UA e da un'eccentricità di 0,0593358, inclinata di 1,62938° rispetto all'eclittica.
L'asteroide è dedicato all'astronomo statunitense Howard Lanning.